# 甲硫醚硼烷
甲硫醚硼烷（BMS）是絡合硼烷試劑，用於硼氫化反應和還原反應，比四氫呋喃硼烷等硼烷試劑穩定和溶解度高，市售濃度比四氫呋喃硼烷（10摩）高得多，亦不需可能會導致副反應的硼氫化鈉作穩定劑；相反，四氫呋喃硼烷需要硼氫化鈉來抑制THF還原四氫呋喃硼烷硼烷為硼酸三丁酯。甲硫醚硼烷可溶於多數非質子溶劑。

## 合成和結構
雖然通常不會在實驗室合成，但可以甲硫醚吸收乙硼烷製成：
B2H6＋2SMe2　→　2Me2SBH3
它可以燈泡到燈泡真空轉移（bulb to bulb vacuum transfer）來淨化。雖然其結構尚未以晶體學確定，但以X光晶體學檢驗甲硫醚五氟苯硼烷（Me2SBH2C6F5），硼中心構型為四面體。

## 反應

### 硼氫化反應
甲硫醚硼烷易用，常用於硼氫化反應，反應時就地解離，釋出乙硼烷，乙硼烷迅速加入不飽和鍵。所得有機硼烷化合物是有機合成的有用中間體。硼烷以反馬氏方式加到烯烴，並將炔烴轉為順烯。

### 還原
甲硫醚硼烷可還原多種官能團，醛、酮、環氧化物、酯和羧酸還原為相應的醇；內酯還原為二醇；腈還原為胺，但不會還原醯氯和硝基。
甲硫醚硼烷是高利－伊津野還原常用的本體還原劑。甲硫醚配體抑制硼烷的活性。以計量還原劑的手性惡唑硼烷催化劑的氮激活允許不對稱控制試劑。（按：Activation by the nitrogen of the chiral oxazoborolidine catalyst of the stoichiometric reducing agent allows for asymmetric control of the reagent.這句原文有點怪）甲硫醚硼烷的對映體選擇度通常不比四氫呋喃硼烷顯著，但在有水有氧環境較穩定，是首選還原劑。

## 安全
甲硫醚硼烷可燃，與水反應產生易燃氣體，氣味難聞。